# Mickey7
«Микки-7» (англ. Mickey7) — научно-фантастический роман Эдварда Эштона 2022 года.
Впервые опубликован автором 15 февраля 2022 года в США. В произведении автор раскрывает такие темы, как цифровое бессмертие, клонирование человека, освоение космоса, колонизация других планет, взаимоотношения людей в нестандартных и критических жизненных ситуациях. На поверхность поднимаются вопросы этики, морали и нравственности.
Сиквел романа, «Антиматериальный блюз», опубликован Эштоном в марте 2023 года.
Экранизация с названием «Микки 17» южнокорейского режиссёра Пон Джун-Хо вышла 6 марта 2025 года

## Создание
Эштон начал писать книгу в 2015 году. Он хотел исследовать парадокс телепортации в более короткой новелле, но писательница Нава Вулф убедила его написать больше.
Обсуждая предысторию романа, Эштон сказал: «Несколько лет назад я написал рассказ, в котором исследовал… своего рода жалкое бессмертие… Мне понравилась эта идея, и я хотел посмотреть, как её можно развить, если слить с эксплуататорской социальной структурой».

## Сюжет
Сюжет разворачивается во времена, когда Землю уже как 600 лет назад покинули люди. Они были вынуждены это сделать, так как в ходе одной из очередных войн было использовано новейшее оружие, работающее на антивеществе, по сравнению с которым ядерная бомба казалась детской игрушкой. Ради выживания человечество продолжает экспансию на другие планеты.
Главный герой романа — 39-летний историк-любитель Микки Барнс — живёт на планете Мидгард. Это богатая, широко автоматизированная и малонаселённая планета. В рамках продолжающейся колонизации космоса люди собирают команду для полёта на Нифльхейм — холодную и покрытую льдом безжизненную планету. Для увеличения продуктивности долгих полётов пилоты берут с собой несколько человеческих эмбрионов — будущих колонизаторов новой земли, а также «расходников» — клонов, выполнявших все самые опасные задачи миссии.
Микки Барнс принял решение стать «расходником» самостоятельно — профессия историка сильно обесценилась из-за свободного доступа людей в интернет, и у главного героя начались серьёзные финансовые проблемы, из-за которых тот ввязался в долги. Судя по названию произведения, не трудно понять, что главным героем является уже седьмая версия Микки Барнса. Когда один Микки умирает, на его место клонируют другого с большей частью его воспоминаний, но за значительную плату для колонии. Трудности, с которыми сталкивается Микки, растут по мере того, как колония борется за ресурсы, местные формы жизни становятся всё более опасными, а обстоятельства приводят к случайному созданию двух Микки.

## Критика
NPR включило книгу в свой список лучших научно-фантастических книг 2022 года.
В статье для New Scientist Салли Ади назвала Микки 7 «первым романом, который я прочла и в котором должным образом исследуется философия, лежащая в основе загруженного сознания».
Роман был номинирован как одна из лучших научно-фантастических книг 2022 года на Goodreads.

## Экранизация
19 января 2022 года было объявлено, что Пон Джун Хо займётся экранизацией романа. Съёмки фильма проходили с марта по декабрь 2022 года. Главную роль получил Роберт Паттинсон, в фильме также снялись Стивен Юн, Тони Коллетт, Наоми Экки и Марк Руффало. 6 декабря 2022 года в Твиттере кинокомпании Warner Bros. был опубликован первый тизер фильма.
Когда Эштона спросили об экранизации, он ответил, что Пон «многое изменит», но он не нервничает и назвал Пона «гением». Фильм должен был выйти в прокат 29 марта 2024 года, но из-за задержек, связанных с забастовки гильдии киноактёров США в 2023 году, выпуск перенесли на 31 января 2025 года, затем на 18 апреля 2025 года, но в итоге ещё раз перенесли, уже на 6 марта 2025 года. Мировая премьера фильма состоялась на 75-м Берлинском кинофестивале 15 февраля 2025 года.